# Приста (хижа)
Хижа „Приста“ е разположена в Западен парк „Приста“, на 6 км от Русе до пътя за гр. Бяла, в акациева гора. Намира се на 300 м от река Дунав и на 98 м надморска височина.
Построена е от русенски туристи през 1945 г. Сегашната четириетажна хижа е на мястото на старата. Има капацитет 130 места в стаи с по 2, 3, 4, 5 и 6 легла и 30 бунгала с по 2 легла. Общо подслонява 200 души. Хижата разполага с ресторант с 200 места.
Районът е благоустроен, има спортна площадка. Местността предлага условия за леки излети, къпане и риболов, а през зимата – удобни терени за ски.
Изходно място – град Русе. В района преминават автобусни линии № 6 и 16.